# Mahamat Azrack
Mahamat Azrack (24 de març de 1988, Créteil) és un futbolista professional francès d'origen txadià. La seva posició dins del terreny de joc és de centrecampista.
Va iniciar la seva trajectòria a les categories inferiors de l'AJ Auxerre francès. L'estiu del 2009 es va incorporar al RCD Espanyol que el cedí al Halmstads BK suec. En acabar la cessió retornà al RCD Espanyol per jugar amb l'equip filial. L'1 de maig de 2010 va debutar a la Lliga BBVA convertint-se d'aquesta manera en el primer jugador txadià en fer-ho.

## Internacional
Mahamat Azrack, que té la doble nacionalitat francesa i txadiana, va escollir disputar els partits internacionals amb la selecció de futbol del Txad.